# Parma (Ohio)
Pour les articles homonymes, voir Parma.
Parma est une ville située dans le comté de Cuyahoga, dans l'État de l'Ohio, aux États-Unis. Elle se trouve dans la banlieue sud de Cleveland. Sa population s’élevait à 81 601 habitants lors du recensement de 2010, estimée à 79 167 habitants en 2016.  C’est la plus grande ville de l’agglomération après Cleveland.

## Gentilé
Les habitants de Parma sont les Parmers.

## Démographie
| Groupe                           | Parma | Ohio | États-Unis |
| -------------------------------- | ----- | ---- | ---------- |
| Blancs                           | 93,0  | 82,7 | 72,4       |
| Afro-Américains                  | 2,3   | 12,2 | 12,6       |
| Asiatiques                       | 1,9   | 1,7  | 4,8        |
| Métis                            | 1,6   | 2,1  | 2,9        |
| Autres                           | 1,0   | 1,2  | 6,4        |
| Amérindiens                      | 0,2   | 0,2  | 0,9        |
| Total                            | 100   | 100  | 100        |
|                                  |       |      |            |
| Hispaniques et Latino-Américains | 3,6   | 3,1  | 16,7       |

Selon l'American Community Survey, pour la période 2011-2015, 85,32 % de la population âgée de plus de 5 ans déclare parler l'anglais à la maison, 3,21 % déclare parler l'ukrainien, 3,21 % l'espagnol, 1,22 % l'arabe, 1,11 % le polonais, 1,08 % le serbo-croate, 0,80 % l'allemand, 0,56 % l'italien et 3,49 % une autre langue.

## Religion
Parma est le siège d'une éparchie de l'Église grecque-catholique ukrainienne et d'une éparchie de l'Église grecque-catholique ruthène.

## Personnalités liées à la ville
- L’acteur Ted Levine est né à Parma le 29 mai 1957.
- L’astronaute Michael T. Good est né à Parma le 13 octobre 1962.
- Le catcheur professionnel et acteur The Miz est né à Parma le 8 octobre 1980.
- Chef Boyardee, de son vrai nom Ettore Boiardi, est décédé à Parma le 21 juin 1985.